# Маскотин (річка)
Маскотин — річка  в Україні, у  Верховинському районі Івано-Франківської області, ліва притока Перкалабу (басейн Дунаю).

## Опис
Довжина річки приблизно  6 км. Формується з багатьох безіменних струмків.

## Розташування
Згідно мапи Генштабу бере  початок на південному сході від гори Гостів. Тече переважно на південний схід і впадає у річку Перкалабу, ліву притоку Білого Черемошу.
В інших джерелах потік зазначений як ліва притока Білого Черемошу.